# Pilgrim (álbum)
Pilgrim ("Peregrino") é um álbum do guitarrista inglês Eric Clapton lançado em 1998. O álbum foi gravado no Olympic Studio em Londres, no final de 1997.

## História
Pilgrim foi o primeiro álbum de Eric Clapton com músicas inéditas desde Journeyman, de 1989. A reação dos críticos ao álbum foi variada. O Allmusic descreveu o álbum como "relaxante", enquanto David Wild da Rolling Stone deu 4 de 5 estrelas, comentando que "Pilgrim é o trabalho de alguém que aprendeu da forma mais imaginavelmente difícil que embora ele não possa mudar o mundo, ele pode mudar a si próprio".
Quando Eric Clapton resolveu fazer um álbum, ele quis ter o "álbum mais triste possível" no momento, e chamou o produtor Simon Climie. Ele já havia escrito duas das músicas quando seu filho, Conor, morreu em março de 1991. Essas duas músicas eram "My Father's Eyes" e "Circus", originalmente chamada "Circus Left Town". "Circus" fala da última vez que Clapton viu seu filho, quando ele o levou ao circo — Conor morreu no dia seguinte.
No álbum, há experimentos com bateria eletrônica e sons de sintetizadores, guitarras e cordas reminiscentes do R&B.
A capa do álbum foi feita pelo japonês Yoshiyuki Sadamoto, desenhista de Neon Genesis Evangelion.

## Faixas
| N.º            | Título             | Compositor(es)             | Duração |  |
| 1.             | "My Father's Eyes" | Eric Clapton               | 5:24    |  |
| 2.             | "River of Tears"   | Clapton, Simon Climie      | 7:22    |  |
| 3.             | "Pilgrim"          | Clapton, Climie            | 5:50    |  |
| 4.             | "Broken Hearted"   | Clapton, Greg Phillinganes | 7:52    |  |
| 5.             | "One Chance"       | Clapton, Climie            | 5:55    |  |
| 6.             | "Circus"           | Clapton                    | 4:11    |  |
| 7.             | "Going Down Slow"  | St. Louis Jimmy            | 5:19    |  |
| 8.             | "Fall Like Rain"   | Clapton                    | 3:50    |  |
| 9.             | "Born in Time"     | Bob Dylan                  | 4:41    |  |
| 10.            | "Sick & Tired"     | Clapton, Climie            | 5:43    |  |
| 11.            | "Needs His Woman"  | Clapton                    | 3:45    |  |
| 12.            | "She's Gone"       | Clapton, Climie            | 4:45    |  |
| 13.            | "You Were There"   | Clapton                    | 5:31    |  |
| 14.            | "Inside of Me"     | Clapton, Climie            | 5:25    |  |
| Duração total: | Duração total:     | Duração total:             | 75:33   |  |

## Músicos
- Eric Clapton – guitarra, vocal
- Simon Climie – bateria eletrônica (programação), teclado
- Steve Gadd – bateria
- Paul Waller – bateria eletrônica (programação)
- Dave Bronze – baixo
- Chris Stainton – órgão hammond
- Joe Sample – piano
- London Session Orchestra – cordas
- Nathan East – baixo
- Luis Jardim – baixo e percussão
- Andy Fairweather-Low – guitarra
- Paul Carrack – órgão hammond
- Greg Phillinganes – teclado
- Paul Brady – tin whistle
- Pino Paladino – baixo
- Chyna Whyne – vocal
- Kenneth Edmonds – vocal